# 拉爾夫·尹愛森
拉爾夫·麥可·尹愛森（英語：Ralph Michael Ineson，1969年12月15日—），英國男演員，出生在利茲。他最著名的作品包括在電視劇《權力的遊戲》中飾演Dagmer Cleftjaw；於《哈利波特》系列電影中飾演Amycus Carrow，以及在電視劇《辦公室風雲》中飾演Chris Finch一角。

## 外部連結
- 拉爾夫·伊尼森在互联网电影资料库（IMDb）上的資料（英文）
- Ralph Ineson: BBC's The Office （页面存档备份，存于）